# Ліхтарчук Анатолій Михайлович
Анато́лій Миха́йлович Ліхтарчу́к (19 грудня 1979, Велика Корениха, Миколаїв — 10 листопада 2015, Гранітне) — солдат 72-ї окремої механізованої бригади Збройних Сил України, учасник російсько-української війни.

## Життєпис
Народився 1979 року в селищі міського типу Велика Корениха Миколаївського району Миколаївської області (в сучасності у складі міста Миколаїв). Закінчив 7 класів ЗОШ у Великій Коренисі, по тому разом з родиною мешкав у місті Миколаїв. Закінчив миколаївську ЗОШ № 10, по тому — Миколаївський технікум залізничного транспорту імені академіка В. М. Образцова. Працював на суднобудівному заводі столяром. По тому займався підприємницькою діяльністю, торгував на ринку. Займав активну громадську позицію, був членом громадського формування з охорони порядку «Захист».
На фронт пішов добровольцем у січні 2015 року; пройшов військову підготовку на полігоні «Широкий лан». Солдат, старший сапер інженерно-саперного взводу, 72-га окрема механізована бригада.
З березня 2015 року брав участь в антитерористичній операції на Сході України.
10 листопада 2015 року під час розвідки поблизу села Гранітне Волноваського району військовослужбовці натрапили на «розтяжку», Анатолій накрив собою вибухівку, цим врятував життя побратимів.
Похований 13 листопада 2015 року на Алеї Слави Центрального міського кладовища Миколаєва.

## Нагороди та вшанування
За особисту мужність, сумлінне та бездоганне служіння Українському народові, зразкове виконання військового обов'язку відзначений — нагороджений
- орденом «За мужність» ІІІ ступеня (25.12.2015, посмертно)[1]
- 26 липня 2024 року вулицю Космонавта Бєляєва в Миколаєві перейменовано на вулицю Анатолія Ліхтарчука[2].